# Erinnyis
Erinnyis este un gen de molii din familia Sphingidae. 

## Specii
- Erinnyis alope (Drury, 1773)
- Erinnyis crameri (Schaus, 1898)
- Erinnyis ello (Linnaeus, 1758)
- Erinnyis guttularis (Walker, 1856)
- Erinnyis impunctata Rothschild & Jordan, 1903
- Erinnyis lassauxii (Boisduval, 1859)
- Erinnyis obscura (Walkerabricus, 1775)
- Erinnyis oenotrus (Cramer, 1780)
- Erinnyis pallida Grote, 1865
- Erinnyis stheno (Geyer, 1829)
- Erinnyis yucatana (Druce, 1888)

## Galerie

Erinnyis alope
Erinnyis crameri
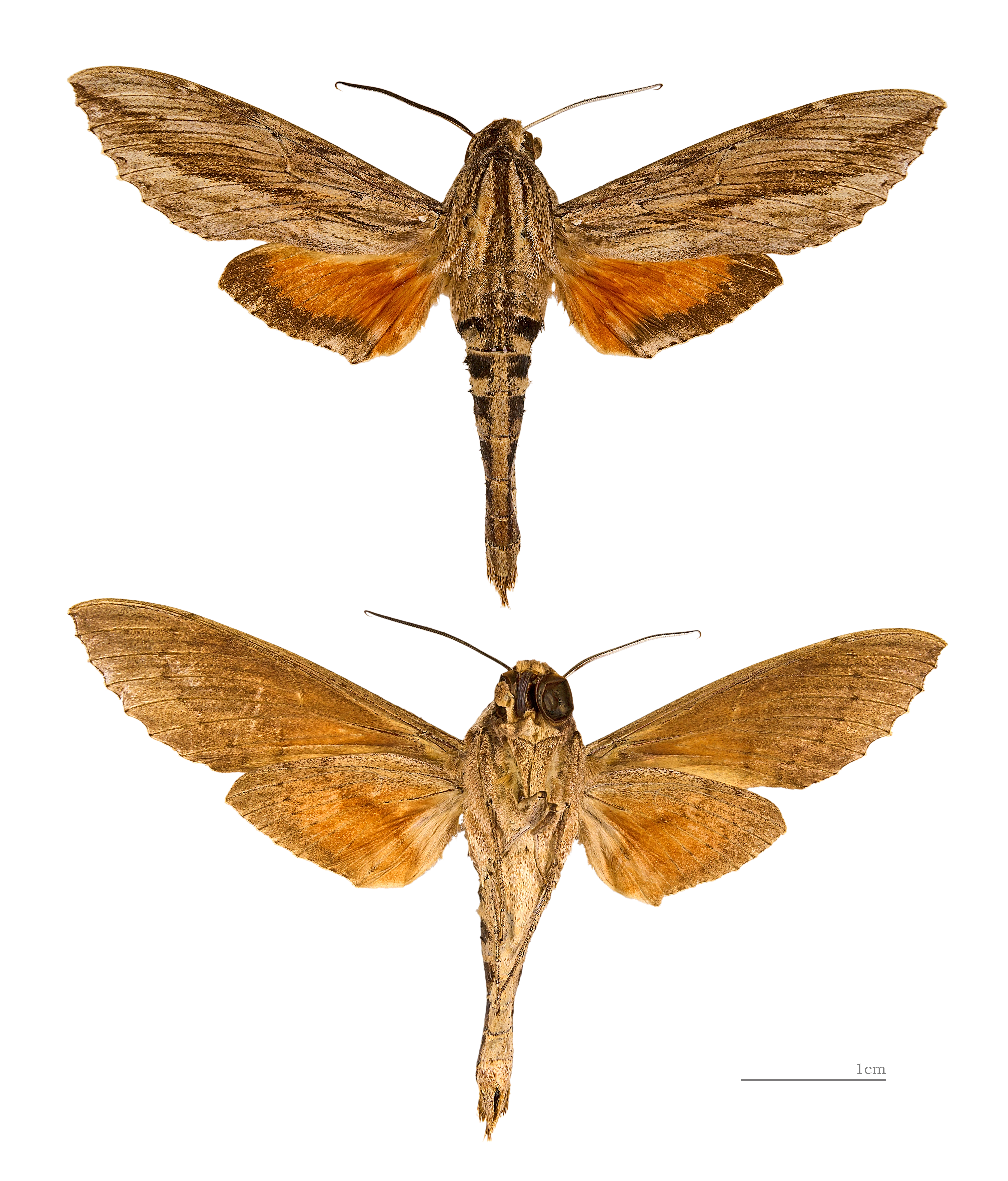
Erinnyis ello
Erinnyis guttularis
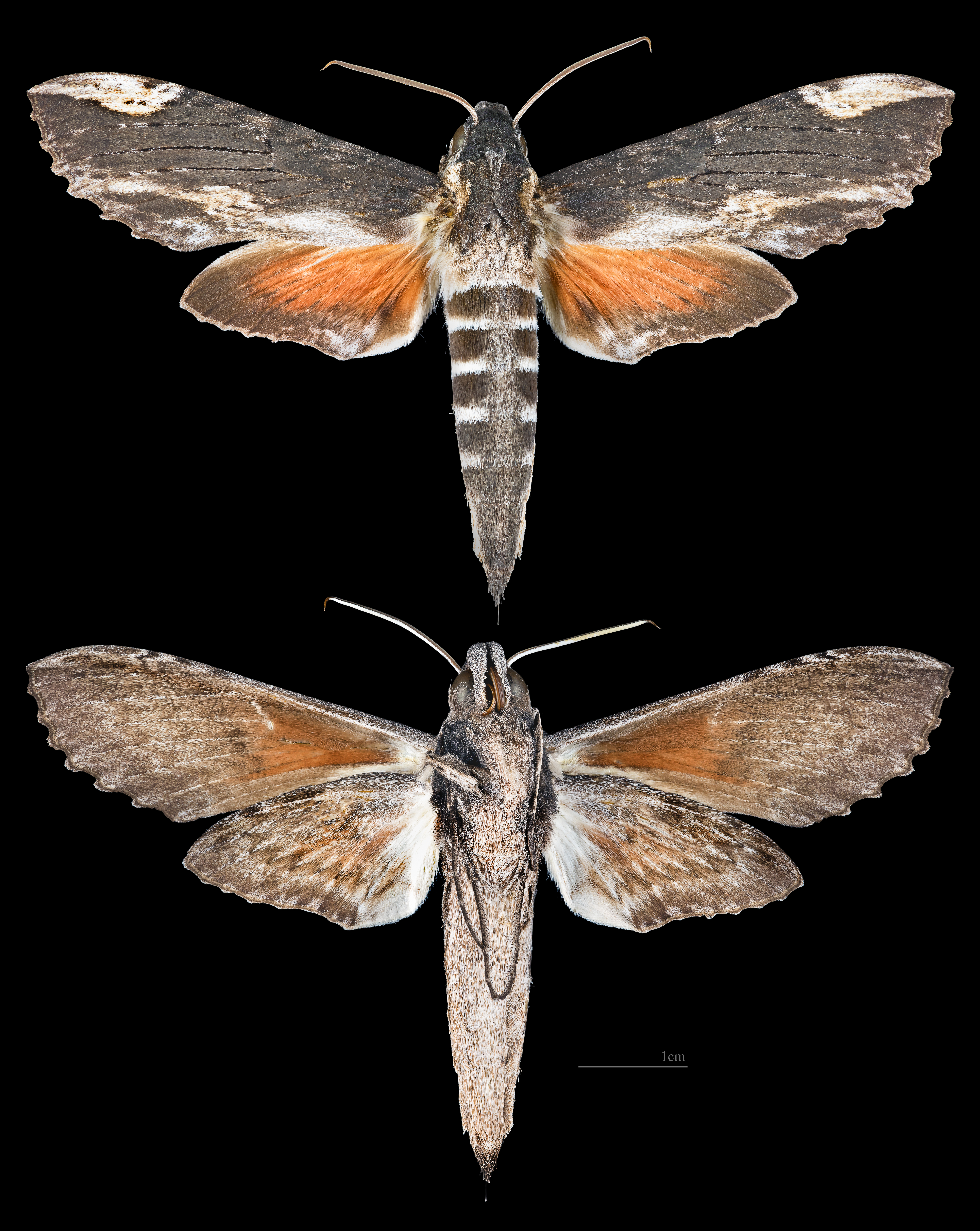
Erinnyis impunctata
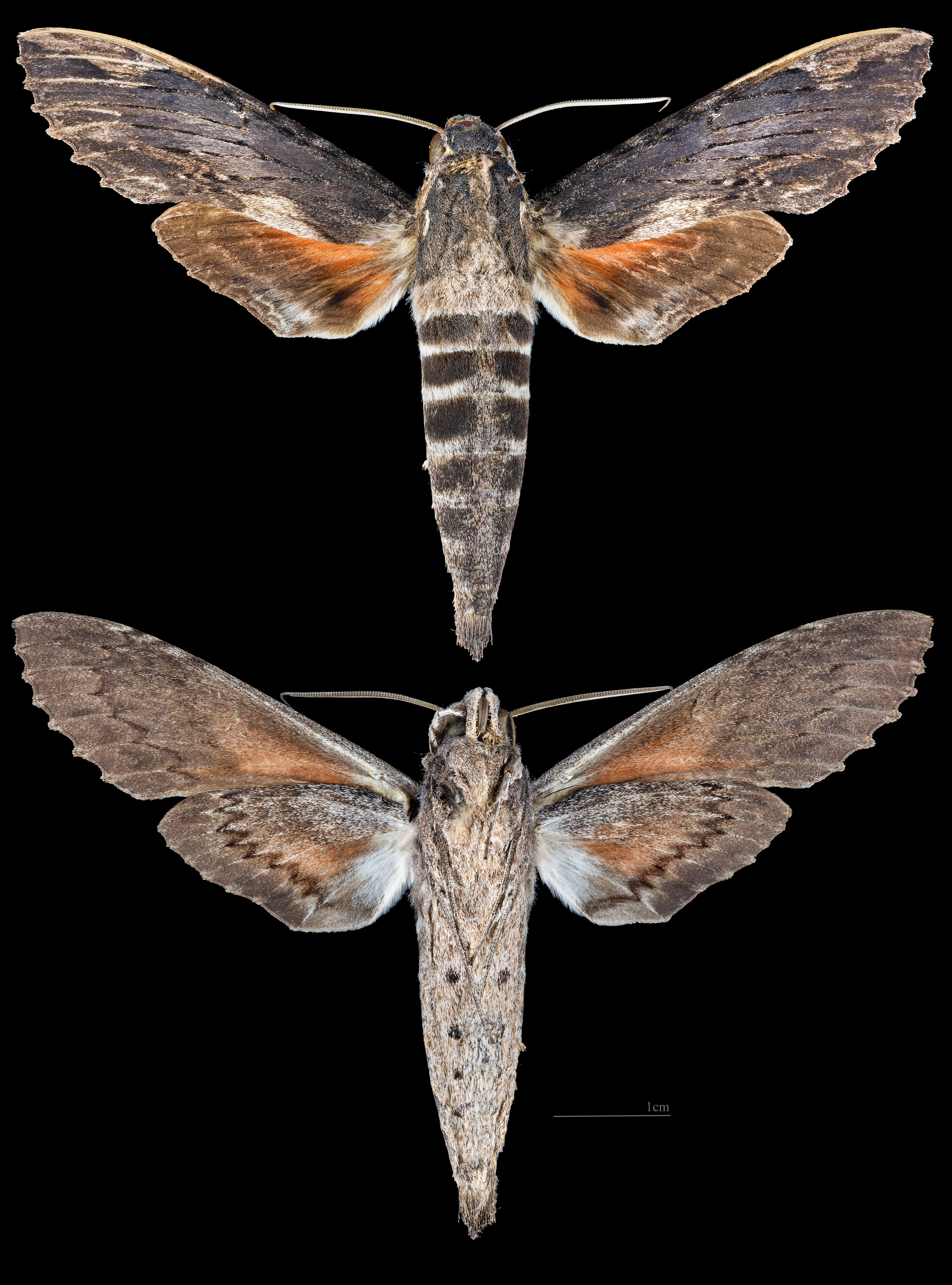
Erinnyis lassauxi
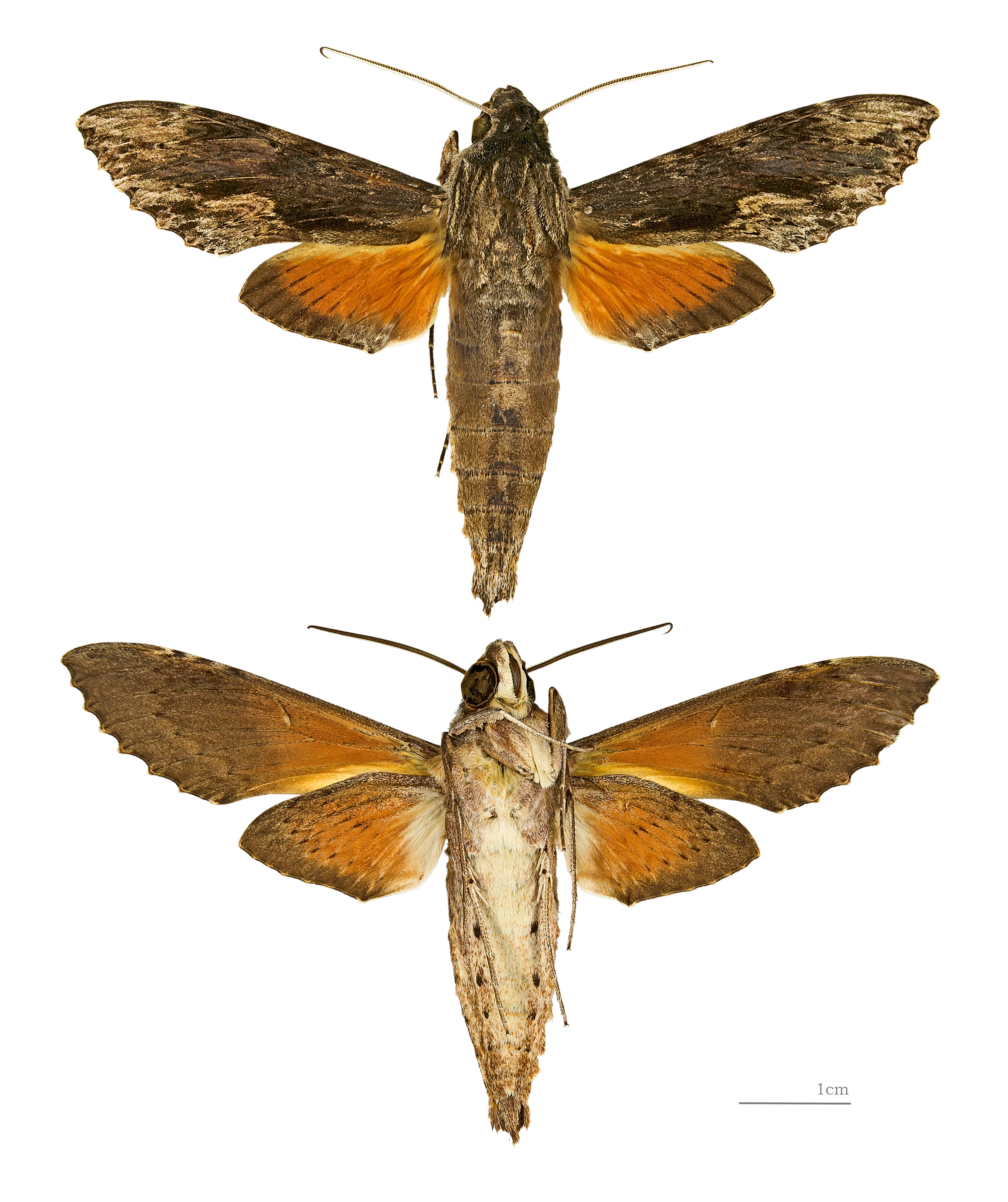
Erinnyis oenotrus
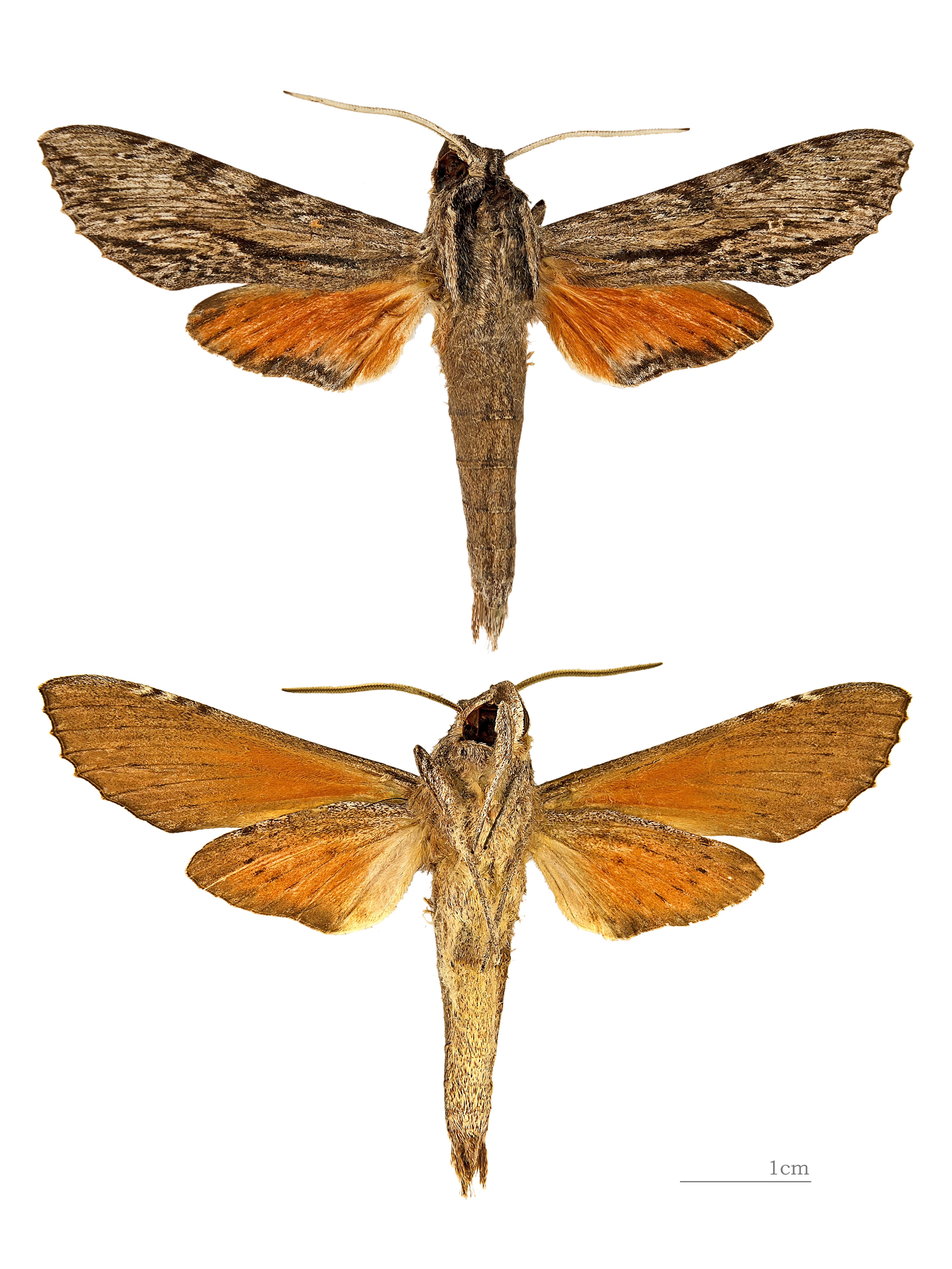
Erinnyis obscura
Erinnyis yucatana